# Spółka specjalnego przeznaczenia
Spółka specjalnego przeznaczenia (inaczej spółka celowa) – przeważnie spółka z ograniczoną odpowiedzialnością lub spółka komandytowa powołana w określonym, wąskim lub czasowo ograniczonym celu oraz aby wykluczyć ryzyko finansowe, szczególny sposób opodatkowania lub ryzyko związane z nadzorem.
Nie istnieje powszechna definicja spółek specjalnego przeznaczenia, ale charakterystyczne są dla nich następujące cechy:
- nie zatrudniają pracowników i nie posiadają aktywów niefinansowych;
- fizycznie ich obecność ogranicza się do tablicy z nazwą spółki lub znaku potwierdzającego miejsce rejestracji;
- zawsze są powiązane z innym przedsiębiorstwem, często jako jednostka zależna;
- są rezydentami innego terytorium niż to, na którym rezydentami są powiązane przedsiębiorstwa. Wobec braku fizycznej obecności siedzibę przedsiębiorstwa ustala się na podstawie terytorium ekonomicznego, gdzie założono lub zarejestrowano dane przedsiębiorstwo zgodnie z obowiązującymi tam przepisami;
- są zarządzane przez pracowników innego przedsiębiorstwa, które może, ale nie musi być przedsiębiorstwem powiązanym. Spółka specjalnego przeznaczenia płaci za świadczone na jej rzecz usługi i obciąża z kolei swoją jednostkę macierzystą lub inne przedsiębiorstwo powiązane opłatą dla pokrycia tych kosztów. To jedyna działalność, w jaką zaangażowana jest spółka specjalnego przeznaczenia, choć często zaciąga ona zobowiązania w imieniu swojego właściciela, zwykle też otrzymuje dochód inwestycyjny i czerpie zyski z tytułu posiadania aktywów.